# Borová (Svitavyi járás)
Borová település Csehországban, a Svitavyi járásban. Borová Oldřiš, Lubná, Proseč, Krouna, Pustá Kamenice, Pustá Rybná és Telecí településekkel határos. Lakosainak száma 1045 fő (2024. január 1.).

## Népesség
A település lakosságának változását az alábbi diagram mutatja:
| Lakosok száma | 1400 | 1313 | 1248 | 894  | 846  | 922  | 993  | 1017 | 1029 | 1045 |
|               | 1869 | 1890 | 1921 | 1950 | 1980 | 2001 | 2017 | 2019 | 2022 | 2024 |